# Fredrik Claesson
Fredrik Claesson, född 24 november 1992 i Västerhaninge, är en svensk ishockeyspelare som spelar för det ryska laget Dynamo Moskva. 

Han har tidigare spelat på NHL-nivå för San Jose Sharks, New Jersey Devils, New York Rangers och Ottawa Senators och på lägre nivåer för Charlotte Checkers och Binghamton Senators i AHL, Djurgårdens IF i SHL och Hammarby IF i Hockeyallsvenskan.

## Klubblagskarriär

### Juniorhockey
Claesson började spela hockey i Haninge HF och flyttade senare till Hammarby IF för att spela i klubbens ungdomsorganisation. Han gjorde även två framträdanden i klubbens a-lag i Hockeyallsvenskan under säsongen 2007–2008. Säsongen därefter flyttade han till Djurgården där han spelade i Djurgårdens J18- och J20-lag.  
Han representerade också Stockholm i TV-pucken 2008. 

### SHL
Claesson gjorde Elitseriedebut i Djurgårdens premiärmatch för säsongen den 16 september 2010 mot HV71. I oktober 2010 förlängde han sitt kontrakt med ytterligare två år. Han gjorde sitt första mål i Elitserien den 11 december 2010 borta mot Modo Hockey.

### NHL

#### Ottawa Senators
Efter att ha blivit vald som 126:e spelare totalt i NHL-draften 2011 av Ottawa Senators tecknade Claesson ett treårigt kontrakt på ingångsnivå med NHL-klubben den 10 maj 2012. Han inledde säsongen 2012–2013 med Senators AHL-lag Binghamton Senators.
I juni 2015 skrev Claesson på ett ettårigt tvåvägskontrakt med Senators och den 30 december 2015 blev Claesson uppkallad till NHL för första gången och gjorde sin debut samma dag mot New Jersey Devils. Den 8 mars 2017 gjorde Claesson sitt första NHL-mål, detta på Kari Lehtonen i Dallas Stars.

#### New York Rangers
Den 1 juli 2018 skrev Claesson på ett ettårskontrakt med New York Rangers värt 700 000 dollar.
Rangers valde den 21 juni 2019 att inte erbjuda honom ett nytt kontrakt och han blev därför free agent med start 1 juli 2019.

## Landslagskarriär
Fredrik Claesson var med i det svenska lag som vann guld vid Junior-VM 2012.